# Timotheus Matta Al-Khoury
Tymoteusz (imię świeckie Matta Al-Khoury, ur. 1982) – duchowny Syryjskiego Kościoła Ortodoksyjnego, od 2016 biskup Damaszku odpowiedzialny również za diecezję Dżaziry. Sakrę biskupią otrzymał 4 listopada 2012. W 2015 został mianowany biskupem Dżaziry, a rok później biskupem Damaszku. 20 lutego 2021, po śmierci poprzednika odbył się jego ingres jako biskupa Himsu, Hamy i Tartusu.